# Bảo tàng xã hội của xã Niebylec ở Konieczkowa
Bảo tàng xã hội của xã Niebylec ở Konieczkowa (tiếng Ba Lan: Muzeum Społeczne Gminy Niebylec w Konieczkowej) là một bảo tàng tọa lạc tại số 58 làng Konieczkowa, xã Niebylec, huyện Strzyżowski, tỉnh Podkarpackie, Ba Lan. Trụ sở của Bảo tàng nằm trong Khu liên hợp trường học ở Konieczkowa.

## Lịch sử
Bảo tàng xã hội của xã Niebylec ở Konieczkowa được thành lập vào năm 2012 theo khởi xướng của Grzegorz Smela, ông là một ủy viên hội đồng của Hội đồng xã Niebylec.

## Triển lãm
Trong bộ sưu tập của Bảo tàng xã hội của xã Niebylec ở Konieczkowa hiện đang có rất nhiều kỷ vật của người dân sinh sống ở các vùng lãnh thổ này, bao gồm: những người lính đã chiến đấu trong Chiến tranh thế giới thứ hai (tiêu biểu là Jan Ziomek - trung sĩ cấp cao, tài xế riêng của Thiếu tá Henryk Sucharski và một người lính của Quân đội Nhà, và Adam Antonik - trung đội viên, một người lính của Quân đoàn Ba Lan số 2 ở mặt trận phía Tây, đã hy sinh trong Trận Monte Cassino). Bên cạnh đó, bộ sưu tập của Bảo tàng còn có rất nhiều đồ vật hàng ngày và hiện vật kỹ thuật (radio, máy đánh chữ, máy khâu, cân). Các bức tranh tôn giáo và báo chí cũ cũng được thu thập và trưng bày. Ngoài ra, Cục Cứu hỏa tình nguyện từ Niebylec đã tặng các máy bơm thủ công cũ cho Bảo tàng.

## Giờ mở cửa
Bảo tàng xã hội của xã Niebylec ở Konieczkowa hoạt động quanh năm, mở cửa vào chiều thứ Năm hàng tuần. Khách tham quan được vào cửa miễn phí.